# 丘尔戈区
丘尔戈区（匈牙利語：Csurgói járás），是匈牙利绍莫吉州的一个区，总面积496.19平方公里，总人口16,862人（2011年），人口密度34人/平方公里。中心城市为丘爾戈。

## 市镇
丘尔戈区包含一个城镇、一个大村和16个村庄。